# ألان بيرنت
ألان بيرنت (بالإنجليزية: Alan Burnett)‏ هو كاتب سيناريو أمريكي، ولد في 1949.

## وصلات خارجية
- ألان بيرنت على موقع IMDb (الإنجليزية)
- ألان بيرنت على موقع ألو سيني (الفرنسية)
- ألان بيرنت على موقع أول موفي (الإنجليزية)
- ألان بيرنت على موقع قاعدة بيانات الأفلام السويدية (السويدية)
- ألان بيرنت على موقع قاعدة بيانات الفيلم (الإنجليزية)
- ألان بيرنت على موقع كينوبويسك (الروسية)